# Rondador

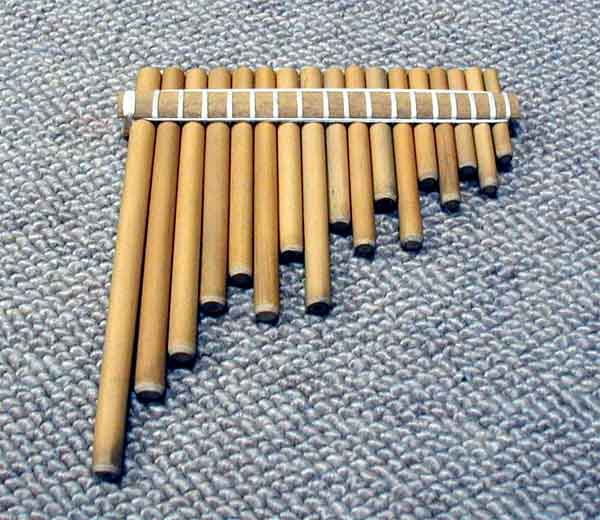
Un rondador.

El rondador es un tipo de antara o ayarachi, típico del Ecuador. Se fabrica con cañas de carrizo y también, más restringidamente, con cañones de plumas de cóndor.
Posee un sonido cristalino muy característico. Alterna dos escalas pentatónicas, de tal manera que el intérprete puede tocar más de una nota por vez. Suele utilizarse para ejecutar sanjuanitos, albazos, capishcas, pasacalles, bomba, pasillos, ritmo Kañari, aires típicos, fandangos, callpay taki. Su afinación, que es lo más particular de este instrumento, comienza con cinco notas que suelen ser el Sol y el La seguidas de una escala pentatónica Do, Re, Fa, Sol y La, pero después de cada nota de esta escala va intercalada una tercera menor o una sexta menor. Esta peculiaridad hace que tocando dos tubos a la vez produzca un sonido peculiar, es la armonía, que imita a los ríos, el viento agreste, o la dulce forma de hablar que tienen los ecuatorianos.
Su nombre deriva del personaje Rondador que lo utilizaba en el siglo XIX y principios de los XX, para “rondar” y cuidar las calles de las ciudades de la serranía de Ecuador.
La base del Rondador es la Paya que tiene una escala pentatónica. Se la utilizaba hace milenios por la cultura Jama Coaque para ceremonias de siembra, cosecha y agradecimiento a la tierra por brindar los alimentos.
El rondador también ha sido tomado como Emblema de varios eventos como lo fue el Rondador de Oro que se realizaba en los años 70 en la provincia de Cotopaxi en Ecuador el cual tuvo como referente a Iván Soto fundador de los 4 del Altiplano el cual obtuvo dicha presea después de derrotar en la final a los Hermanos Soria Raul y Mario quienes después de un tiempo al juntarse formarían este grupo de proyección folclórica muy reconocido en este país de América Latina 
En cada ciudad, en cada pueblo ecuatoriano, aún hay destacados cultores del Rondador. Solo quisiéramos recordar a dos, ya fallecidos, Alfonso Cachiguango, fundador del grupo musical Ñanda Mañachi y Edwin Ríos, llamado “Rondador de Oro de América”, fundador del grupo musical, “Los 4 del Altiplano”.